# 1950 en Colombie-Britannique
Chronologie de la Colombie-Britannique
- 1946
- 1947
- 1948
- 1949
- 1950
- 1951
- 1952
- 1953
- 1954

Cette page concerne des événements qui se sont produits durant l'année 1950 dans la province canadienne de Colombie-Britannique.

## Politique

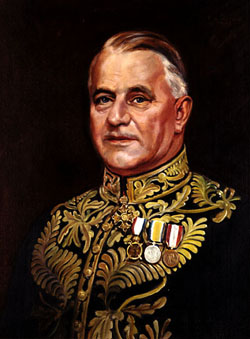
Clarence Wallace

- Premier ministre : Byron Ingemar Johnson.
- Chef de l'Opposition : Harold Winch du Parti social démocratique du Canada
- Lieutenant-gouverneur : Charles Arthur Banks puis Clarence Wallace
- Législature :

## Événements
- La police provinciale de la Colombie-Britannique est démantelée pour être remplacée par la Gendarmerie royale du Canada.

## Naissances
- 2 mai : Marcel Gagnon (en), musicien.

- 20 mai à Victoria (Colombie-Britannique) : Warren Cann, musicien. Il joue de la batterie et de la boîte à rythmes. Il est principalement connu en tant que membre du groupe de new wave Ultravox.

- 29 septembre à Surrey (Colombie-Britannique): Robert Sawtell dit Bob Sawtell, arbitre canadien de soccer.